# Alice Faye
Alice Faye (New York, 1915. május 5. – Rancho Mirage, Kalifornia, 1998. május 9.) amerikai színésznő, énekesnő.

## Élete és pályafutása
Szülei Charles Leppert német származású New York-i rendőr és Alice (Moffit) Leppert voltak. Egy püspöki egyházban nőtt fel. Szórakoztató karrierje táncosnőként kezdődött. Mielőtt a Broadway-ra költözött volna, 1931-ben George White Botrányok című művében jutott szerephez.
1935-ben megkapta élete első nagy szerepét a George White 1935-ös botránya címmel. 1935-ben, amikor egyesült a Fox 20th Century Pictures és a 20th Century Fox ő jó kapcsolatot ápolt az új stúdió vezetőjével, Darryl Zanuck-val. Így olyan filmekben volt látható, mint például az Alexander's Ragtime Band (1938), A Broadway rózsája (1939) és a Lillian Russell (1940). 1941-ben, amikor első gyermekét várta, szerepet kapott a Weekend Havannában című filmben.
1942-ben született meg első lánya, Alice.
1943-ban tért vissza a filmvászonra. 1945-ben a 20th Century Fox felkérésére játszott A múlt angyala című filmben. 1946–1954 között férjével, Phil Harris-sel vígjátékok zenei produkcióját mutatta be a rádióban. 1946–1948 között a The Fitch Bandwagon című darabban, 1948–1954 között pedig a saját nevükkel fémjelzett, The Phil Harris-Alice Faye Show-ban szerepelt. Ezt követően 1962-ben tért vissza a 20th Century Fox stábjához. Ekkor a Tiszta ügy című filmben volt látható.
Az 1960-as, 1970-es években olyan show-műsorokban volt látható, mint például a Perry Como Show, a Red Skelton Show, a Dean Martin Show, a Tonight Show és a Mike Douglas Show. 1984–1991 között számos televíziós műsorban volt látható. Az 1997–2003 között sugárzott Buffy, a vámpírok réme című sorozat filmzenéjében is közreműködött.

## Magánélete
1937–1941 között Tony Martin (1913–2012) amerikai színész volt a férje. 1941–1995 között Phil Harris (1904–1995) amerikai színész volt a párja. Két gyermekük született: Alice Faye Harris (1942) és Phyllis Wanda (1944).

## Filmjei

### Filmzenéi
- 365 éjszaka Hollywoodban (365 Nights in Hollywood) (1934)
- George White 1935-ös botránya (George White's 1935 Scandals) (1935)
- A zene varázsa (Music Is Magic) (1935)
- A burleszk királya (King of Burlesque) (1936)
- Dalolj babám, dalolj (Sing, Baby, Sing) (1936)
- Szegény kis gazdag lány (Poor Little Rich Girl) (1936)
- Alexander's Ragtime Band (1938)
- Sally, Irene és Mary (Sally, Irene and Mary) (1938)
- Repülő asszonyok (1939)
- A Broadway rózsája (1939)
- Barrikád (Barricade) (1939)
- A holnap hajósa (1940)
- Lillian Russell (1940)
- Tin Pan fasor (Tin Pan Alley) (1940)
- Weekend Havannában (Week-End in Havana) (1941)
- Hallo Frisco, hallo! (Hello Frisco, Hello) (1943)
- Varázslatos Lassie (1978)
- Buffy, a vámpírok réme (1998)
- Az igenember (2008)

### Színészként
- 365 éjszaka Hollywoodban (365 Nights in Hollywood) (1934)
- George White 1935-ös botránya (George White's 1935 Scandals) (1935)
- A zene varázsa (Music Is Magic) (1935)
- A burleszk királya (King of Burlesque) (1936)
- Dalolj babám, dalolj (Sing, Baby, Sing) (1936)
- Szegény kis gazdag lány (Poor Little Rich Girl) (1936)
- Alexander's Ragtime Band (1938)
- Sally, Irene és Mary (Sally, Irene and Mary) (1938)
- Repülő asszonyok (1939)
- A Broadway rózsája (1939)
- Barrikád (Barricade) (1939)
- Hollywoodi varázs (1939)
- A holnap hajósa (1940)
- Lillian Russell (1940)
- Tin Pan fasor (Tin Pan Alley) (1940)
- Weekend Havannában (Week-End in Havana) (1941)
- Hallo Frisco, hallo! (Hello Frisco, Hello) (1943)
- A múlt angyala (1945)
- Varázslatos Lassie (1978)
- Szerelemhajó (1980)